# Салимське сільське поселення
Сали́мське сільське поселення (рос. Салымское сельское поселение) — сільське поселення у складі Нефтеюганського району Ханти-Мансійського автономного округу Тюменської області Росії.
Адміністративний центр — селище Салим.
Населення сільського поселення становить 7410 осіб (2017; 7017 у 2010, 5992 у 2002).

## Склад
До складу сільського поселення входять:
| Населений пункт  | Населення, осіб (2002) | Населення, осіб (2010) |
| ---------------- | ---------------------- | ---------------------- |
| Салим, селище    | 5497                   | 6554                   |
| Сівис-Ях, селище | 495                    | 463                    |